# فرديناند فون مولر
البارون السير فرديناند يعقوب هاينريش فون مولر (30 يونيو 1825 - 10 أكتوبر 1896) (بالإنجليزية: Ferdinand von Mueller)‏ هو طبيب ألماني-أسترالي، وعالم جغرافيا وقد اشتهر خصوصاً كعالم نبات.

## أماكن سميت باسم مولر
سميت بعض المعالم الجغرافية في أستراليا على اسم مولر:
- مولر رينج (غرب أستراليا)
- مولر رينج (كوينزلاند)
- جبل مولر (في أستراليا الغربية، الإقليم الشمالي، تسمانيا وفيكتوريا)
- جبل فون مولر (غرب أستراليا)
- قمة مولر (نيو ساوث ويلز)
- نهر مولر (فكتوريا)
- مولر كريك (جنوب أستراليا)
- مولر كريك (الإقليم الشمالي)
- بحيرة مولر (ولاية كوينزلاند)
- كوخ مولر بالقرب من الأنهار الجليدية مولر في نيوزيلندا
- مولر بارك سوبياكو (غرب أستراليا)

وسميت على اسم مولر القاطرة S311 من السكك الحديدية الفيكتوري.

## روابط خارجية
- فرديناند فون مولر على موقع الموسوعة البريطانية (الإنجليزية)